# Marian Mochnacki
Marian Mochnacki (ur. 12 sierpnia 1884, zm. w maju lub 3 czerwca 1941 w Charkowie) – pułkownik dyplomowany kawalerii Wojska Polskiego, ofiara zbrodni katyńskiej.

## Życiorys
Marian Mochnacki urodził się 12 sierpnia 1884 jako syn Karola. Pochodził ze Lwowa.
Po zakończeniu I wojny światowej, jako były oficer c. i k. armii został przyjęty do Wojska Polskiego i zatwierdzony do stopnia rotmistrza. Do 29 września 1920 w stopniu majora przydzielonego do Sztabu Generalnego był szefem sztabu Dowództwa Okręgu Korpusu Nr VIII w Toruniu. Odbył I Kurs Doszkolenia 1921–1922 w Wyższej Szkole Wojennej, uzyskując tytuł oficera dyplomowanego. Został awansowany na stopień podpułkownika kawalerii ze starszeństwem z dniem 1 czerwca 1919, a następnie na stopień pułkownika kawalerii ze starszeństwem z dniem 15 sierpnia 1924. W 1923, 1924 jako oficer Sztabu Generalnego i nadetatowy 8 pułku ułanów w Krakowie ponownie pełnił funkcję szefa sztabu w toruńskim DOK VIII. Od 15 października 1925 był dowódcą 11 pułku Ułanów Legionowych w Ciechanowie, z tego stanowiska 17 listopada 1926 został przeniesiony na stanowisko dowódcy XIII Brygady Kawalerii w Płocku, po czym z dniem 1 stycznia 1931 został mu udzielony urlop z zachowaniem uposażenia czynnego wraz z dodatkiem służbowym i równoczesnym zwolnieniem z zajmowanego stanowiska, a z dniem 28 lutego 1931 został przeniesiony w stan spoczynku. W 1934 jako emerytowany pułkownik był przydzielony do Oficerskiej Kadry Okręgowej nr I jako oficer przewidziany do użycia w czasie wojny i pozostawał wówczas w ewidencji Powiatowej Komendy Uzupełnień Płock.
Podczas II wojny światowej zmarł w maju lub 3 czerwca 1941 na dworcu kolejowym w Charkowie.

## Ordery i odznaczenia
- Krzyż Oficerski Orderu Odrodzenia Polski (27 grudnia 1924)[13]
- Krzyż Walecznych (przed 1923)